# Francis de Croisset
Francis Wiener de Croisset, né Edgar Franz Wiener le 28 janvier 1877 à Bruxelles et mort le 8 novembre 1937 à Neuilly-sur-Seine, est un auteur dramatique, romancier et librettiste français.

## Biographie
Francis de Croisset est issu d'une famille juive allemande. Son grand-père, Jacques Wiener (1815-1899), s'était installé vers 1835 à Bruxelles ; graveur, il créa le premier timbre belge. Le frère cadet de celui-ci, Léopold Wiener, se fit également connaître comme graveur, médailleur, sculpteur, et bourgmestre pendant vingt ans (1872 - 1891) de Watermael-Boitsfort, en proche banlieue bruxelloise.
Le père de Francis de Croisset, Alexandre Wiener (1848-1920), était peintre. L'un de ses oncles, Samson Wiener (1851-1914), fut avocat du roi Léopold II, et sénateur de Belgique.
Son ami le journaliste Maurice de Waleffe (1874-1946) témoigne que, dès son arrivée à Paris, en 1897, il projetait, pour mieux s'intégrer à la société parisienne, de demander sa naturalisation, de changer de nom et de se faire baptiser et que le nom de Croisset était pour lui « le nom du village d'où Gustave Flaubert datait les volumes de sa correspondance ». En 1911, il obtint du Conseil d'État le changement de son nom pour celui de Wiener de Croisset.
Francis de Croisset recherche le scandale avec des comédies d’une audace calculée, et devient, par son œuvre mais aussi par sa vie privée, omniprésent dans la presse du temps.
Une de ses citations typiques : "Si votre femme est jolie, ne lui dites pas qu'elle est jolie parce qu'elle le sait ; dites-lui qu'elle est intelligente parce qu'elle l'espère".
Au théâtre, il collabore avec Robert de Flers après la mort de Gaston Arman de Caillavet en 1915.
Après avoir été fiancé avec Mlle Dietz-Monnin, petite-fille du sénateur Charles Dietz-Monnin, il rompt ses fiançailles et épouse, en 1910, Marie-Thérèse de Chevigné, veuve de Maurice Bischoffsheim (1875-1904), arrière-arrière-petite-fille par sa mère du marquis de Sade et mère de Marie-Laure de Noailles. Ils font aménager à partir de 1912 la villa Croisset à Grasse.

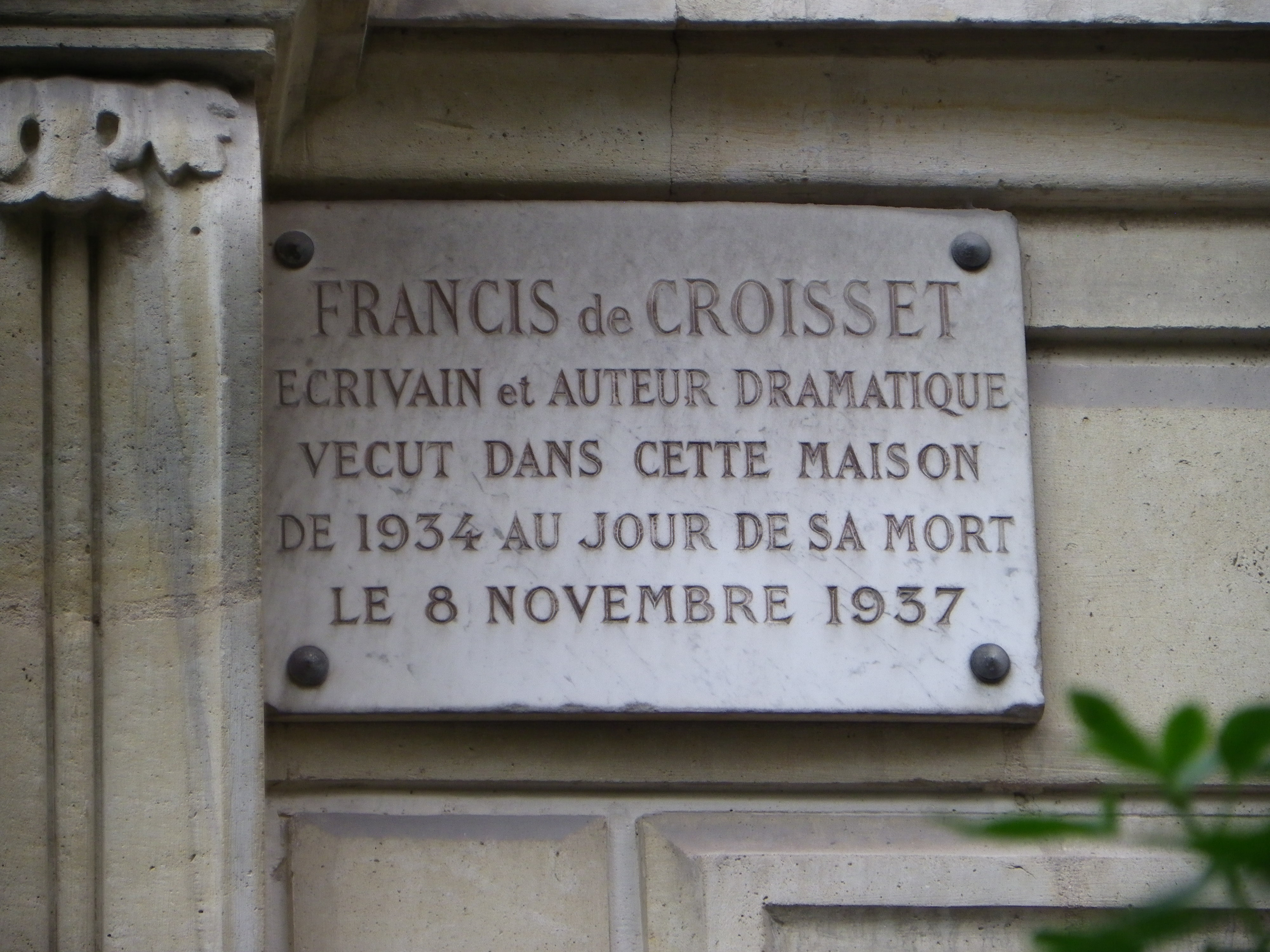
Plaque commémorative au 44 avenue Gabriel (8e arrondissement de Paris).

À partir de 1934 et jusqu'à sa mort le 8 novembre 1937, il vécut avenue Gabriel à Paris.
Élégant, brillant et mondain, il inspire à Marcel Proust la métamorphose de Bloch en Jacques du Rozier dans À la recherche du temps perdu.
Il est le père de Philippe Wiener de Croisset, patron de presse (père de l'homme d'affaires Charles de Croisset) et de Germaine Wiener de Croisset, épouse de l'artiste peintre et critique d'art Roger Lannes de Montebello (1908-1986) et mère de Philippe Lannes de Montebello, qui fut pendant plus de trente ans directeur du Metropolitan Museum of Art de New York.
Malgré son aversion pour la carrière militaire à laquelle ses parents le destinaient, dès l'entrée en guerre de la France en 1914, il s'engage dans l'armée française comme simple soldat, y sert quatre ans, et en sort lieutenant, décoré de la croix de guerre pour sa bravoure.

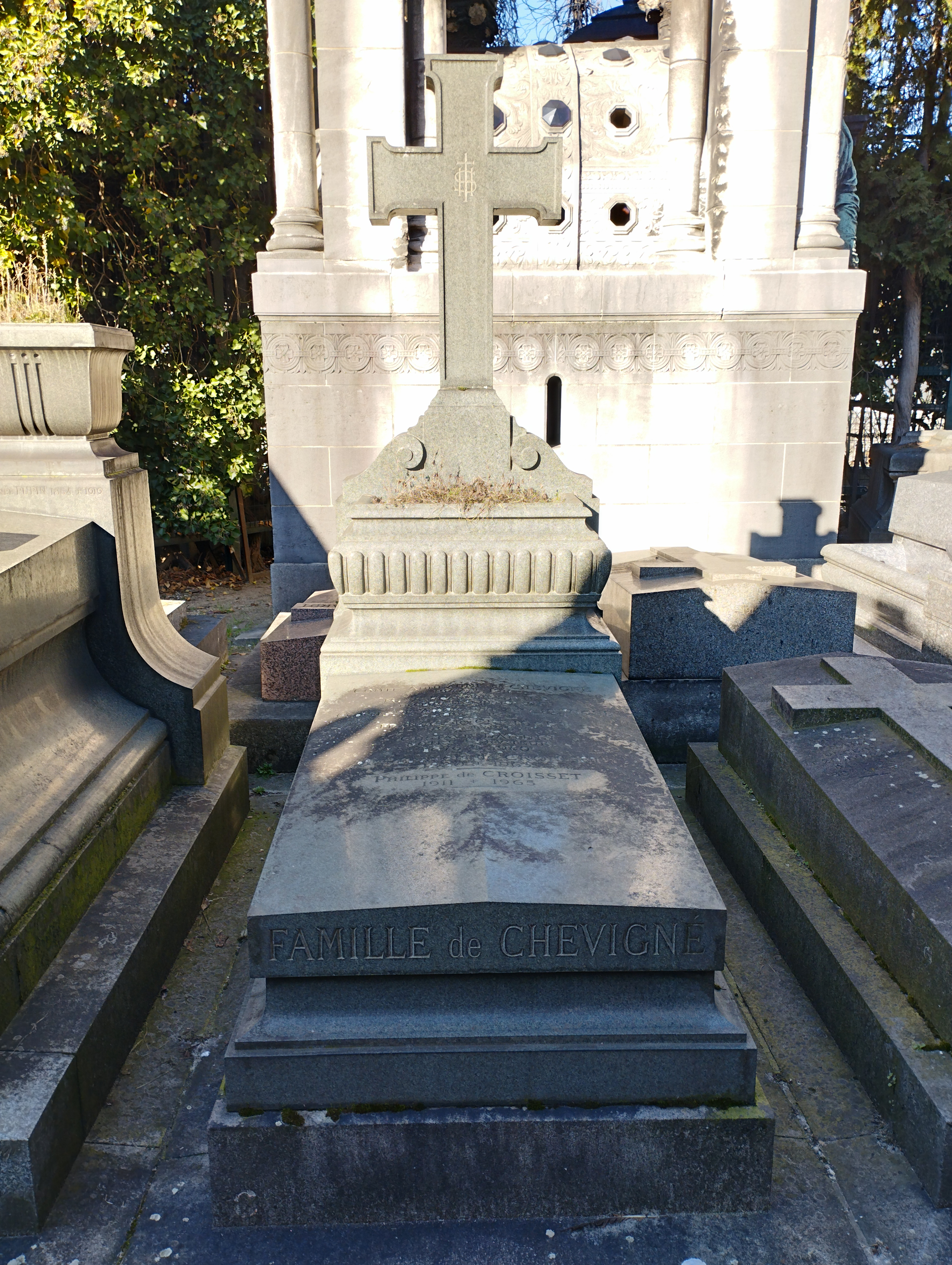
Tombe de Francis de Croisset au cimetière de Passy (division 15).

Mort en 1937, il repose au cimetière de Passy (division 15) à Paris,.

## Distinctions
- Commandeur de la Légion d'honneur (1932), Officier en 1920, Chevalier en 1912.
- Croix de guerre 1914–1918 avec palme.
- Chevalier de l'ordre de la Couronne (1915).

## Œuvres

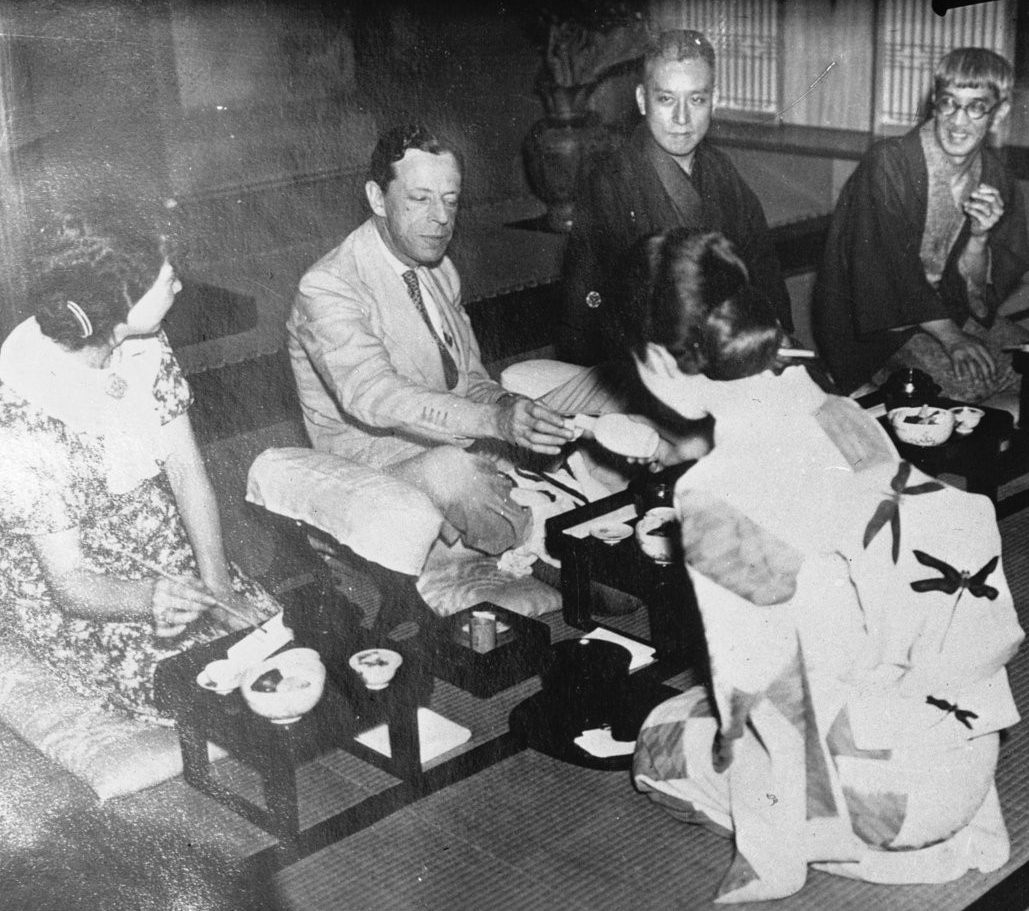
Francis de Croisset au Japon en 1934.

- Par politesse, comédie en 1 acte, 1899
- Qui trop embrasse, comédie en 1 acte, 1899
- L'Homme à l'oreille coupée ou Une mauvaise plaisanterie, comédie en 3 actes, avec Jacques Richepin, Théâtre de l'Athénée, 23 janvier 1900
- Le « je ne sais quoi », 1900
- Les Toiles d'araignée
- Tout est bien, 1901
- Chérubin, comédie chantée en 3 actes en vers, musique de Jules Massenet, Comédie-Française, 3 juin 1901
- La Passerelle, comédie en 3 actes, Théâtre du Vaudeville, 31 janvier 1902
- Par vertu, comédie en 1 acte, Théâtre de l'Athénée, 16 décembre 1902
- Les Deux courtisanes, musique de scène Reynaldo Hahn, 1902
- Le Paon (1904)
- 1905 : Le Bonheur, Mesdames ! opérette de Francis de Croisset et Albert Willemetz, musique Henri Christiné, Théâtre des Variétés, 13 octobre 1905
- Le Tour de main, comédie en 3 actes, avec Abel Tarride, Nice, Casino municipal, 17 mars 1906 et Paris, Théâtre du Gymnase, 16 mai 1905
- La Bonne intention, comédie en 2 actes, 1906
- Les Deux Courtisanes, musique Reynaldo Hahn, Théâtre des Mathurins, 10 octobre 1906
- Paris-New York de Francis de Croisset et Emmanuel Arène, Théâtre Réjane, 16 mars 1907
- Arsène Lupin, comédie en 4 actes, avec Maurice Leblanc, Paris, Théâtre de l'Athénée, 28 octobre 1908
- "Trois antiques et jeunes chansons", Akademos, mars 1909.
- Le Circuit, pièce en 3 actes, de Georges Feydeau, Francis de Croisset, Paris, Théâtre des Variétés, 29 octobre 1909.
- La Revue des X, revue en 25 tableaux, avec Romain Coolus, Gaston Arman de Caillavet, Albert Guinon, Max Maurey, Jacques Richepin, Théâtre des Bouffes-Parisiens, 24 décembre 1911
- Le Cœur dispose, comédie en 3 actes, Théâtre de l'Athénée, 22 février 1912
- L'Épervier, comédie en 3 actes, Théâtre de l'Ambigu, 27 février 1914
- Le Feu du voisin comédie en 2 actes, Théâtre Édouard VII, 1917
- Le retour d'Arsène Lupin, théatre, avec Maurice Leblanc, 1920
- Le Retour, comédie en 3 actes, avec Robert de Flers, Paris, Théâtre de l'Athénée, 26 octobre 1920
- Les Vignes du Seigneur, comédie en 3 actes, avec Robert de Flers, Théâtre du Gymnase, 16 janvier 1923
- Romance, pièce en 3 actes d'après Edward Sheldon, avec Robert de Flers, Théâtre de l'Athénée, 24 décembre 1923
- Ciboulette, opérette en 3 actes et 4 tableaux, avec Robert de Flers, musique Reynaldo Hahn, Théâtre des Variétés, 7 avril 1923
- Les Nouveaux Messieurs, comédie en 4 actes, avec Robert de Flers, Théâtre de l'Athénée, 12 février 1925
- " La Féerie cinghalaise (Ceylan avec les anglais) ", Bernard Grasset, Paris, 1926
- Le Docteur Miracle, avec Robert de Flers, 1927
- La Livrée de M. Le Comte, comédie en 3 actes, d'après la pièce de Melville Collins, Théâtre de l'Avenue, 28 octobre 1927
- Les Précieuses de Genève, avec Robert de Flers, 1929
- Ne dites pas Fontaine…, comédie en 1 acte, 1929
- Le Souvenir, avec Robert de Flers, 1929
- Nous avons fait un beau voyage, Grasset, 1930 : relation d'un voyage aux Indes
- Pierre ou Jack ?, comédie en 3 actes, Théâtre de l'Athénée, 21 mars 1931
- Il était une fois…, pièce en 3 actes et 6 tableaux, Théâtre des Ambassadeurs, 12 février 1932
- Le Vol nuptial comédie en 3 actes, Théâtre de la Michodière, 1er avril 1933
- Le Bonheur Mesdames opérette de Francis de Croisset et Albert Willemetz, musique Henri Christiné, Théâtre des Bouffes-Parisiens, avec Michel Simon et Arletty, Janvier 1934
- Le Billet de loterie, fantaisie en 1 acte, à bord du paquebot Normandie, 23 mai 1935
- La Dame de Malacca, Grasset, 1935
- Le Pélican ou Une étrange famille, comédie en 3 actes, d'après Somerset Maugham, théâtre des Ambassadeurs, 16 décembre 1936
- Le Dragon blessé, Grasset, 1936
- La Côte de Jade, préface de Pierre Benoit de l'Académie française, Grasset, 1938.